# 拉济讷
拉济讷（法語：Razines，法語發音：[ʁazin]）是法国安德尔-卢瓦尔省的一个市镇，位于该省西南部，属于希农区。

## 地理
拉济讷（46°58'32"N, 0°22'40"E）面积14.73 平方千米，位于法国中央-卢瓦尔河谷大区安德尔-卢瓦尔省，该省份为法国中西部省份，北起萨尔特省、东北接卢瓦-谢尔省，东南接安德尔省，南至维埃纳省，西临曼恩-卢瓦尔省。
与拉济讷接壤的市镇（或旧市镇、城区）包括：布拉卢、布赖苏费、费拉维讷斯、若奈。

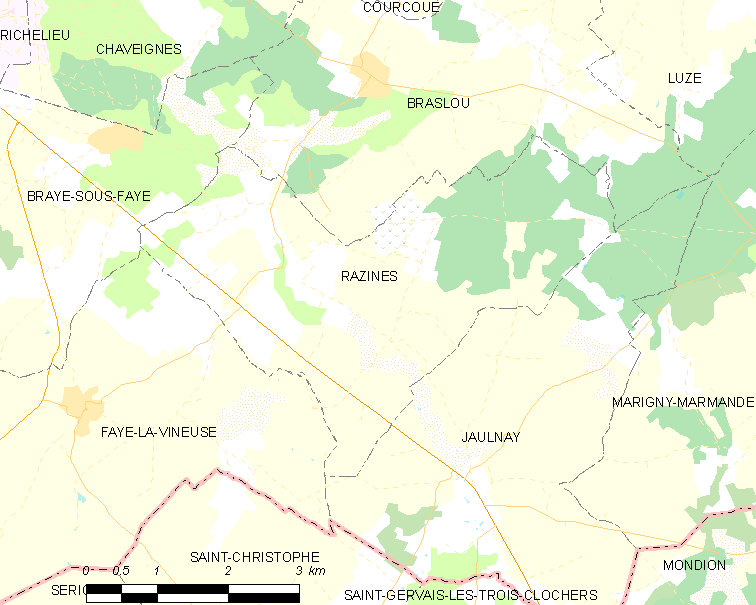
拉济讷的OSM定位图

拉济讷的时区为UTC+01:00、UTC+02:00（夏令时）。

## 行政
拉济讷的邮政编码为37120，INSEE市镇编码为37191。

## 政治
拉济讷所属的省级选区为图赖讷地区圣莫尔县。

## 人口

1962-2008年间拉济讷人口变化图示

拉济讷于2022年1月1日时的人口数量为221人。